# Hypsibius dujardini
Hypsibius dujardini es una especie de tardígrados perteneciente a la familia Hypsibiidae. Es una cepa tardígrada que se usa ampliamente para varios proyectos de investigación relacionados con la biología evolutiva y la astrobiología.

## Secuenciación del genoma
Se ha secuenciado su genoma. H. dujardini tiene un genoma compacto y un tiempo de generación de aproximadamente dos semanas. Puede cultivarse indefinidamente y criopreservarse.